# Ergastule
Un ergastule (du latin ergastulum, adapté du grec ἐργαστήριον / ergastếrion, « atelier ») est une caserne servant à l'hébergement des groupes d'esclaves employés aux travaux des champs dans l'Italie antique.
C'est aussi une prison souterraine, un cachot dans l'Antiquité romaine. Gustave Flaubert écrit ainsi dans La Tentation de saint Antoine : « […] une plainte continue monte du fond des ergastules. » Aussi dans Salammbô : « C'était la voix des esclaves dans l'ergastule. ».
Certains auteurs décrivent l'ergastule comme étant une « prison privée ».
Le mot latin ergastulum est aussi à l'origine du mot italien ergastolo, qui signifie une détention à vie.